# Posłowie na Sejm Republiki Litewskiej 1996–2000
Posłowie na Sejm Republiki Litewskiej 1996–2000 zostali wybrani w wyborach parlamentarnych, które odbyły się w dwóch turach: 20 października i 10 listopada 1996.
Sejm tej kadencji rozpoczął urzędowanie 25 listopada 1996. Stanowisko przewodniczącego parlamentu zajmował przez całą kadencję Vytautas Landsbergis.

## Lista posłów według frakcji na koniec kadencji

### Związek Ojczyzny
- Raimundas Alekna, od 5 marca 1997
- Vilija Aleknaitė-Abramikienė
- Nijolė Ambrazaitytė
- Alfonsas Andriuškevičius, od 24 kwietnia 1997
- Audronius Ažubalis
- Mindaugas Briedis
- Vytautas Cinauskas
- Sigitas Čirba
- Sofija Daubaraitė
- Irena Degutienė
- Rimantas Didžiokas
- Juozas Dringelis
- Vytautas Dudėnas
- Jadvyga Dunauskaitė
- Juozas Galdikas
- Romualda Hofertienė
- Gražina Imbrasienė
- Žibartas Jackūnas
- Kęstutis Jakelis, od 18 lipca 199
- Rasa Juknevičienė
- Sigitas Kaktys
- Juozapas Katkus
- Vytautas Knašys
- Andrius Kubilius
- Saulius Kubiliūnas, od 17 listopada 1997
- Rytas Kupčinskas
- Bronislavas Kuzmickas
- Vytautas Landsbergis
- Vaclovas Lapė
- Zygmunt Mackiewicz
- Stasys Malkevičius
- Antanas Matulas
- Simas Petrikis
- Elena Petrošienė
- Algirdas Petrusevičius
- Antanas Račas
- Jurgis Razma
- Liudvikas Sabutis
- Joana Sadeikienė
- Algimantas Sėjūnas
- Sigitas Slavickas
- Antanas Stasiškis
- Alfredas Stasiulevičius
- Ona Suncovienė
- Rimvydas Survila, od 19 marca 1999
- Petras Šakalinis
- Petras Šalčius
- Sigitas Urbonas
- Arvydas Vidžiūnas
- Vladas Vilimas
- Vytenis Zabukas
- Emanuelis Zingeris

### Litewski Związek Centrum
- Danutė Aleksiūnienė, od 23 kwietnia 1997
- Egidijus Bičkauskas
- Algis Čaplikas
- Vytautas Čepas
- Regimantas Čiupaila
- Kęstutis Glaveckas
- Arūnas Grumadas
- Mindaugas Končius
- Virginijus Martišauskas, wybrany jako kandydat niezależny
- Jūratė Matekonienė, z ramienia LDP
- Rasa Melnikienė
- Romualdas Ozolas
- Rūta Rutkelytė
- Kazimieras Šavinis
- Gintaras Šileikis
- Virginijus Šmigelskas, od 15 maja 2000
- Kęstutis Trapikas, z ramienia LLS

### Litewska Partia Chrześcijańskich Demokratów
- Julius Beinortas
- Petras Gražulis
- Povilas Katilius
- Kazimieras Kryževičius
- Kazimieras Kuzminskas
- Algirdas Patackas
- Arimantas Raškinis
- Algirdas Saudargas
- Česlovas Stankevičius
- Albertas Šimėnas
- Jonas Šimėnas
- Ignacas Uždavinys

### Litewska Demokratyczna Partia Pracy
- Juozas Bernatonis, od 1 maja 1998
- Sigita Burbienė
- Vytautas Einoris
- Povilas Gylys
- Česlovas Juršėnas
- Justinas Karosas
- Gediminas Kirkilas
- Petras Papovas
- Artur Płokszto
- Mykolas Pronckus
- Algimantas Salamakinas
- Irena Šiaulienė
- Virmantas Velikonis, od 15 stycznia 1998

### Umiarkowany Związek Konserwatywny
Wybrani z ramienia TS:
- Alfonsas Bartkus
- Elvyra Kunevičienė
- Juozas Listavičius
- Jonas Mocartas, od 4 lutego 1997
- Nijolė Oželytė
- Vytautas Pakalniškis
- Rimantas Pleikys
- Kęstutis Skrebys
- Saulius Šaltenis
- Gediminas Vagnorius
- Alfonsas Vaišnoras
- Birutė Visokavičienė

### Litewska Partia Socjaldemokratyczna
- Vytenis Andriukaitis
- Algirdas Butkevičius
- Roma Dovydėnienė
- Nikołaj Miedwiediew
- Juozas Olekas
- Aloyzas Sakalas
- Algirdas Sysas

### Socjaldemokracja 2000
Wybrani z ramienia LSDP:
- Arvydas Akstinavičius
- Rimantas Dagys
- Dainius Petras Paukštė, od 9 kwietnia 2000
- Jonas Valatka
- Rolandas Zuoza

### Frakcja łączona
- Kazys Bobelis, z ramienia KDS
- Stanislovas Buškevičius, z ramienia JL
- Ramūnas Karbauskis, wybrany jako kandydat niezależny
- Rimantas Smetona, z ramienia LTS
- Albinas Vaižmužis, z ramienia LVP

### Nowocześni Chrześcijańscy Demokraci
Wybrani z ramienia LKDP:
- Vytautas Bogušis
- Algis Kašėta
- Feliksas Palubinskas
- Marija Šerienė

### FrakcjaDemokratycznaiOjczyźnianej Partii Ludowej
- Laima Liucija Andrikienė, z ramienia TS
- Saulius Pečeliūnas, z ramienia LDP
- Vidmantas Žiemelis, z ramienia TS

### Frakcja niezależnych
- Gabriel Jan Mincewicz, z ramienia AWPL
- Kazimiera Prunskienė, z ramienia LMP
- Jan Sienkiewicz, z ramienia AWPL, od 23 marca 1997

### Niezrzeszeni
- Audrius Butkevičius, wybrany jako kandydat niezależny
- Alvydas Medalinskas, wybrany jako kandydat niezależny
- Antanas Švitra, z ramienia LPKTS
- Algis Žvaliauskas, z ramienia TS

## Posłowie, których mandat wygasł w trakcie kadencji
- Ignas Aleškevičius, z ramienia TS, do 4 lutego 1997, zrzeczenie
- Jonas Avyžius, z ramienia TS, do 7 lipca 1999, zgon
- Virgilijus Bulovas, z ramienia LDDP, od 1 kwietnia 1998 do 1 maja 1998, faktycznie nie objął mandatu
- Vincas Girnius, z ramienia TS, do 4 lutego 1997, zrzeczenie
- Vladimir Jarmolenko, z ramienia TS, do 21 listopada 1999, zrzeczenie
- Mečys Laurinkus, z ramienia TS, do 1 lipca 1998, zrzeczenie
- Zigmantas Pocius, z ramienia TS, do 3 listopada 1997, zgon
- Naglis Puteikis, z ramienia TS, od 4 lutego 1997 do 24 kwietnia 1997, zrzeczenie
- Raimundas Rajeckas, z ramienia TS, do 20 sierpnia 1997, zgon
- Romualdas Sikorskis, z ramienia TS, do 5 marca 1997, zgon
- Stasys Stačiokas, z ramienia TS, do 18 marca 1999, zrzeczenie
- Laurynas Stankevičius, z ramienia LDDP, do 31 marca 1998, zrzeczenie
- Vida Stasiūnaitė, z ramienia LSDP, do 8 kwietnia 2000, zrzeczenie
- Kęstutis Vaitukaitis, z ramienia LCS, do 14 maja 2000, zrzeczenie